# Коллинз, Кейтлан
Кейтлан Коллинз (англ. Kaitlan Collins; род. 7 апреля 1992, Пратвилл) — американская журналистка. Ведущая программы The Source with Kaitlan Collins. Бывшая соведущая утреннего шоу CNN This Morning. Бывший главный корреспондент CNN в Белом доме. Ранее она была корреспонденткой сайта The Daily Caller в Белом доме.

## Ранний период жизни
Коллинз родилась в штате Алабама, США. Её отец, Джефф Коллинз (англ. Jeff Collins), работал ипотечным банкиром. Коллинз охарактеризовала своё воспитание как «аполитичное» и заявила, что не помнит, чтобы её родители голосовали или твердо выражали мнение о политических кандидатах.
Коллинз окончила Среднюю Школу Пратвилля и продолжила обучение в Алабамском университете. Сначала она выбрала специальность химия, как и её сестра, но потом перешла на журналистику. В мае 2014 года она получила степень бакалавра гуманитарных наук в области политологии и журналистики. Коллинз была членом студенческого объединения Alpha Phi.

## Карьера
После окончания колледжа Коллинз переехала в город Вашингтон. В июне 2014 года она была нанята The Daily Caller в качестве репортёра развлекательных программ. В январе 2017 года, после освещения Президентских выборов в США в 2016 году, The Daily Caller назначил её своим корреспондентом в Белом доме, и она начала освещать деятельность администрации Дональда Трампа.
Во время работы в The Daily Caller, Коллинз несколько раз приглашали на CNN. Весной 2017 года на мероприятии для корреспондентов Белого дома она встретилась с президентом CNN Джеффом Цукером и поблагодарила его за то, что CNN пригласил её, несмотря на политическую позицию The Daily Caller. В июле 2017 года Коллинз была принята на работу в команду CNN в Белом доме. За время первого президентства Трампа она побывала как минимум в полудюжине стран.
25 июля 2018 года Коллинз присутствовала на фотосессии в Овальном кабинете в качестве репортёра пула. По завершении мероприятия Коллинз задала Трампу ряд вопросов о Владимире Путине и бывшем адвокате Трампа Майкле Коэне. Трамп проигнорировал её вопросы. Впоследствии, в тот же день, Коллинз запретили участвовать в пресс-конференции администрации Трампа в Розовом саду, и высокопоставленные чиновники Белого дома сказали ей, что такие вопросы «неуместны для этого места». Заместитель начальника штаба Трампа по коммуникациям Билл Шайн возражал против характеристики действий Белого дома как «запрета», но «отказался сообщить журналистам, каким словом он бы охарактеризовал решение Белого дома не допустить её на мероприятие». CNN заявил, что запрет Коллинз был местью и «не свидетельствует об открытой и свободной прессе». Ассоциация корреспондентов Белого дома назвала запрет «совершенно неуместным, ошибочным и слабым». Джей Уоллес, президент Fox News, выступил с заявлением в поддержку Коллинз, заявив, что его организация твёрдо поддерживает CNN в вопросе на «право на полный доступ для наших журналистов в рамках свободной и неограниченной прессы».
В январе 2019 года Коллинз была включена Crain NewsPro в список 12 лиц, которых стоит посмотреть на телевидении в январе 2019 года. 2019 году она также была включена в список Forbes 30 Under 30 в категории СМИ. В декабре того же года она была названа одной из самых влиятельных людей в СМИ в 2019 году по версии Mediaite.